# Scopula aniara
Scopula aniara är en fjärilsart som beskrevs av Louis Beethoven Prout 1934. Scopula aniara ingår i släktet Scopula och familjen mätare. Inga underarter finns listade.